# Jamie Cope
Jamie Cope (* 12. září 1985, Longton, Anglie) je od roku 2001 profesionální hráč snookeru. Nejvyššího breaku dosáhl v roce 2006 na Grand Prix a v roce 2008 na Shanghai Masters a to 147 bodů.

## Úspěchy
- 2 účasti ve finále v bodovaných turnajích (2006 Grand Prix, 2007 China Open)
- 2× dosáhl 147 bodového breaku

Na turnajích vyhrál £160,800 (před sezónou 08/09).